# ティム・オースティン
ティム・オースティン（Tim Austin、1971年4月14日 - ）は、アメリカ合衆国の男性プロボクサー。オハイオ州シンシナティ出身。元IBF世界バンタム級王者。1992年バルセロナオリンピックボクシングフライ級部門銅メダリスト。

## アマチュア時代
1990年全米国際ゴールデングローブスフライ級部門で優勝を飾る。翌年1991年にも連覇を飾る。その年に行われた全米アマチュア選手権でも全米王者になる。
翌年1992年バルセロナオリンピックボクシングフライ級部門アメリカ代表に選出されて出場。1回戦はブルガリアのユリヤン・ストロゴブと対戦し、判定で勝利を収め2回戦はタンザニアのベンジャミン・ムワンガタと対戦し、判定で勝利を収めベスト4に進出。
準決勝でキューバのラウル・ゴンサレスと対戦するが、初回に打ち合うも一方的に打たれまくった所をレフェリーストップで敗れるが銅メダルを獲得した。メダル獲得後オースティンはプロに転向することを発表した。最終的なアマチュア時代の戦績は122戦113勝9敗。

## プロ時代
プロに転向したオースティンは1993年4月23日、テネシー州にてプロデビュー戦を行い、結果は初回KO勝ち。
その後1995年3月1日までの試合まで10試合連続KO勝ちを収めた。
1995年4月8日、ラスベガスシーザーズ・パレスにてジャビエル・ディアスと対戦するが初回1分12秒負傷判定で規定により引き分けに終わる。1か月後の5月27日の再戦では10回明白な判定勝ちを収目再戦に決着を付けた。
その後4戦連続初回KO勝利の勢いのまま1997年7月19日、テネシー州ナッシュビルにあるブリヂストン・アリーナにて世界初挑戦。21戦全勝の王者ムブレロ・ボティーレと対戦。8回にダウンを奪うと最後は連打をまとめてレフェリーストップを呼び込み8回2分20秒TKO勝ちを収め王座獲得に成功した。ちなみに試合終了後のスコアは3-0でオースティンがリードしていたが、68-67、67-65、67-66と1、2点差と僅差だった。
1998年3月28日、初防衛戦が初のアウェー試合。イギリスヨークシャーアイス・アリーナにてパウル・ルロイドと対戦し、2回2分16秒TKO勝ちで初防衛に成功した。試合は徹底的に打ち込んだオースティンが最後にレフェリーが救出する形で試合を止めた。
1998年5月30日、ラスベガス・ヒルトンにて、21戦全勝のアンドリアン・カスパリと対戦し、初回から打ち合いを行いほとんどなにもさせず3回1分57秒TKO勝ちを収め2度目の防衛に成功した。
1999年3月27日、マイアミジャイ・アライ・フロントンにてセルジオ・アギラと対戦した。4回にオースティンがプロ初ダウンを喫した。その後オースティンが反撃してペースを握った。9回に左フックを見舞うとアギラはダウンし、レフェリーがノーカウントストップ。3度目の防衛に成功した。
1999年12月18日、ミシシッピ州トゥーニカにあるグランド・カジノにてバーナード・メンドーサと対戦し、初回1分49秒TKO勝ちを収め4度目の防衛に成功した。初回から打ち込んで一気にレフェリーストップを呼び込んだ。
2000年8月11日、パリスにてアーサー・ジョンソンと対戦し、12回3-0(3者とも120-108)の大差判定勝ち。快勝と言える勝利を上げ5度目の防衛に成功した。
2001年3月3日、マンダレイ・ベイ・イベント・センターにて、22戦無敗のヘスス・サルバドール・ペレスと対戦した。パワーで圧倒しペレスに何もさせなかった。最後は一気に攻め込んでレフェリーが救出して終了。6回2分2秒TKO勝ちを収め6度目の防衛に成功した。
2001年6月16日、地元シンシナティシナタス・センターにて、スティーブ・ドトセと対戦し、パワーで圧倒し6回2分9秒レフェリーストップによるTKO勝ちを収め7度目の防衛に成功した。
2001年12月15日、コネチカット州フォックスウッズ・リゾート・カジノ内MGMグランド・アット・フォックスウッズにて後のWBO世界同級王者ラタナチャイ・ソーウォラピンと対戦し、序盤からオースティンが圧倒。しかしラタナチャイが反撃して激しい試合になった。結果3-0(115-112、117-110、118-109)の判定勝ち。8度目の防衛に成功した。1者が僅差のスコアだったが残りは大差で圧倒だった。
2002年7月27日、アダム・バルガスと対戦した。序盤からオースティンが飛ばすもバルガスが粘る展開でスコアも9回終了時は3-0(86-85、87-84 、88-83)と差がなかったが10回ダメージがかなり溜まったバルガスを最後は連打でバルガスをレフェリーが救出。10回1分3秒TKO勝ちで9度目の防衛に成功した。
2003年2月15日、シーザーズ・パレス内コロシアム・アット・シーザーズ・パレスにてラファエル・マルケスと対戦した。序盤からハードパンチャーマルケスを圧倒しスコアでも3-0で(67-66、2者が68-65)リード奪っていた。8回も激しい打ち合いに発展。マルケスの左右ワンツーで崩れると最後は右ストレートでロープからはみ出しダウン。あわや10カウント寸前だった。最後はロープに何度も背負った末連打を浴びた所でレフェリーが救出。8回2分20秒TKO負けを喫しプロ27戦目にして初黒星で10度目の防衛に失敗し王座から陥落した。
2連勝をKO勝利で飾って2階級上げてフェザー級に転向。
2006年4月1日、オハイオ州クリーブランドウオルスティン・センターにて、後のIBF世界フェザー級王者エリック・エイケンと対戦。5回にローブローで減点されると一転してエイケンペースで進んで6回2分21秒TKO負け。スコアは(2者が46-47、46-48)と僅差で敗れていた。この試合を最後に現役を引退した。

## 獲得タイトル（アマチュア時代）
- 1990年全米国際ゴールデングローブスフライ級部門優勝
- 1991年全米国際ゴールデングローブスフライ級部門優勝
- 1991年われた全米アマチュア選手権フライ級部門優勝
- 1992年バルセロナオリンピックフライ級銅メダル

## 獲得タイトル
- 第7代IBF世界バンタム級王座（防衛9）